# Kjell Mork
Kjell Magne Mork, född 10 oktober 1948 i Oppstryn i Stryn kommun, död 21 november 2012, var en norsk lärare och en Arbeiderpartipolitiker. Han blev vald till ledare över Longyearbyen lokalstyre den 2 oktober 2006, efter att Bjørn Fjukstad bad om permission från ledarposten i Longyearbyen. Efter lokalstyrevalet 2007 fortsatte Mork som lokalstyreledare.
Mork var även chef for Svalbard museum, styrelsemedlem i Svalbards miljövärnfonden och medlem i Universitetscentret på Svalbard.
Kjell Mork mottog 2011 den norske kungen Harald V:s förtjänstemedalj i silver.